# Поуп-Ванной (Аляска)
Поуп-Ванной (англ. Pope-Vannoy Landing) — переписна місцевість (CDP) в США, в окрузі Лейк-енд-Пенінсула штату Аляска. Населення — 6 осіб (2010).

## Географія
Поуп-Ванной розташований за координатами 59°34′14″ пн. ш. 154°26′50″ зх. д. / 59.57056° пн. ш. 154.44722° зх. д. (59.570602, -154.447236).  За даними Бюро перепису населення США в 2010 році переписна місцевість мала площу 165,64 км², з яких 144,09 км² — суходіл та 21,55 км² — водойми.

## Демографія
Згідно з переписом 2010 року, у переписній місцевості мешкало 6 осіб у 3 домогосподарствах у складі 2 родин. Густота населення становила 0 осіб/км².  Було 16 помешкань (0/км²).
Расовий склад населення:
| - 50,0 % — білих - 33,3 % — корінних американців |

До двох чи більше рас належало 16,7 %. Частка іспаномовних становила 0,0 % від усіх жителів.
За віковим діапазоном населення розподілялося таким чином: 16,7 % — особи молодші 18 років, 50,0 % — особи у віці 18—64 років, 33,3 % — особи у віці 65 років та старші. Медіана віку мешканця становила 53,5 року. На 100 осіб жіночої статі у переписній місцевості припадало 500,0 чоловіків;  на 100 жінок у віці від 18 років та старших — 400,0 чоловіків також старших 18 років.
Цивільне працевлаштоване населення становило 0 осіб. 